# Hogna exsiccatella
Hogna exsiccatella är en spindelart som först beskrevs av Embrik Strand 1916.  Hogna exsiccatella ingår i släktet Hogna och familjen vargspindlar.
Artens utbredningsområde är Guatemala. Inga underarter finns listade i Catalogue of Life.